# Clostridium cochlearium
Clostridium cochlearium  è una specie di batterio appartenente alla famiglia delle Clostridiaceae.